# Monster (album R.E.M.)
Monster – dziewiąty album studyjny amerykańskiej grupy muzycznej R.E.M. Wydany został w 1994 roku nakładem Warner Records, wytwórni dla której był to czwarty album wydany przez grupę.

## Lista utworów
Wszystkie utwory są autorstwa Billa Berry’ego, Petera Bucka, Mike Millsa i Michaela Stipea.
1. "What’s the Frequency, Kenneth?" – 4:00
2. "Crush with Eyeliner" – 4:39
3. "King of Comedy" – 3:40
4. "I Don't Sleep, I Dream" – 3:27
5. "Star 69" – 3:07
6. "Strange Currencies" – 3:52
7. "Tongue" – 4:13
8. "Bang and Blame"1 – 5:30
9. "I Took Your Name" – 4:02
10. "Let Me In" – 3:28
11. "Circus Envy" – 4:15
12. "You" – 4:54

## Muzycy
- Bill Berry – perkusja
- Peter Buck – gitara, organy
- Mike Mills – gitara basowa, pianino, gitara, organy
- Michael Stipe – śpiew